# Servicio de Seguridad Diplomática
El Servicio de Seguridad Diplomática (en inglés: Diplomatic Security Service; DSS) es una agencia gubernamental de los Estados Unidos integrada por agentes especiales. Hay aproximadamente 2.000 agentes en total, divididos en oficinas en el extranjero y en los Estados Unidos. En el extranjero, los agentes especiales del DSS se encuentran en las embajadas y consulados de los EE. UU. El Servicio de Seguridad Diplomática está a cargo del Departamento de Estado de los Estados Unidos.
El DSS fue fundado en 1916 como la Dirección de Inteligencia Secreta o U-1.
Como agentes federales, todos los agentes especiales del DSS tienen el poder para tener, y portar armas de fuego. Los agentes especiales del DSS protegen al Secretario de Estado de Estados Unidos, a dignatarios extranjeros y, a veces, a presidentes extranjeros en sus propios países. 
El DSS está estructurado como una agencia de policía federal, compuesta principalmente de agentes federales. Tienen el mandato de servir en el extranjero como agregados. DSS es la agencia de aplicación de la ley de los EE. UU. más ampliamente representada en todo el mundo.
DSS es un líder mundial en las investigaciones internacionales, análisis de amenazas, la seguridad de información, el contraterrorismo, seguridad de la tecnología, la protección de personas, e información.

## Investigaciones y Seguridad
Cuando son asignados a las oficinas domésticas (EE.UU.), los agentes especiales del DSS son responsables de llevar a cabo investigaciones sobre el fraude de pasaportes, visas, investigaciones de contrainteligencia, así como la protección de la Secretaría de Estado y otros. 
En el extranjero agentes especiales del DSS son conocidos como Oficiales de Seguridad Regional (RSO). Además de sus responsabilidades de investigaciones, también se encargan de la seguridad de sus embajadas, consulados y de su personal. Los agentes especiales/RSO, tienen el título diplomático de agregados.

## Misión: Fugitivos
Estos agregados / attachés / agentes especiales también tienen la misión de capturar fugitivos estadounidenses en otros países con el apoyo del gobierno del país en el cual se encuentran. DSS generalmente apoya los Alguaciles de EE.UU. (U.S. Marshals) con los fugitivos en el extranjero. 

### Terrorista: Ramzi Yousef
En 1995 agentes especiales del DSS, Jeff Riner y Bill Miller, los RSO asignado a la Embajada estadounidense en Pakistán , juntos con el Servicio de Inteligencia de Pakistán (ISI), capturaron al Ahmed Ramzi Yousef, quien fue buscado por su vínculo del atentado contra el World Trade Center en Nueva York en 1993.

Ramzi Yousef Capturado por el DSS.

### Recompensas por la Justicia
El Programa de Recompensas por la Justicia sigue siendo uno de los elementos más valiosos del Gobierno de los Estados Unidos en la lucha contra el terrorismo internacional. Fue establecido por la Ley Pública 98-533 de 1984 para combatir el terrorismo internacional, bajo la administración de la Dirección de Seguridad Diplomática del Departamento de Estado de los Estados Unidos. 
Conforme a este Programa, el Secretario de Estado ofrece actualmente recompensas por un máximo de $25 millones a cambio de información que evite o resuelva favorablemente actos de terrorismo internacional contra personas o propiedad estadounidenses en todo el mundo. También se pagan recompensas por información que conduzca a la detención o la condena de terroristas que traten de cometer, cometan, conspiren para cometer o instiguen a la comisión de tales actos.
Si alguien tiene información para proporcionar a los Estados Unidos sobre actos de terrorismo y están fuera de los Estados Unidos, existe la posibilidad de contactar con los RSO / agentes especiales del Servicio de Seguridad Diplomática (DSS) en las embajadas y consulados de EE.UU. alrededor del mundo.

## Las Operaciones de Protección
DSS es la agencia identificada a aceptar operaciones de protección de alto riesgo por todo el mundo. La misión principal de su mandato es la protección de estadounidenses oficiales en el extranjero tal como del Secretaria de Estado (Mike Pompeo). El DSS también tiene la misión de proteger al Embajador de los Estados Unidos ante las Naciones Unidas.
Aunque el Servicio Secreto de los Estados Unidos protege al Presidente de los Estados Unidos y presidentes de otros países visitando los EE. UU., los agentes especiales del DSS protegen a los demás. 
Por ejemplo, el DSS protege a los Ministros de Asuntos Exteriores de otros países, la Familia Real de Inglaterra - Príncipe Carlos de Gales, Príncipe William, Duque de Cambridge, el Príncipe Harry de Gales; el Dalái lama, el presidente palestino, Mahmoud Abbas, y ha protegido a la Princesa Diana, Yasser Arafat, Zalmay Khalilzad, y Boris Yeltsin (en los días anteriores a la disolución de la Unión Soviética).

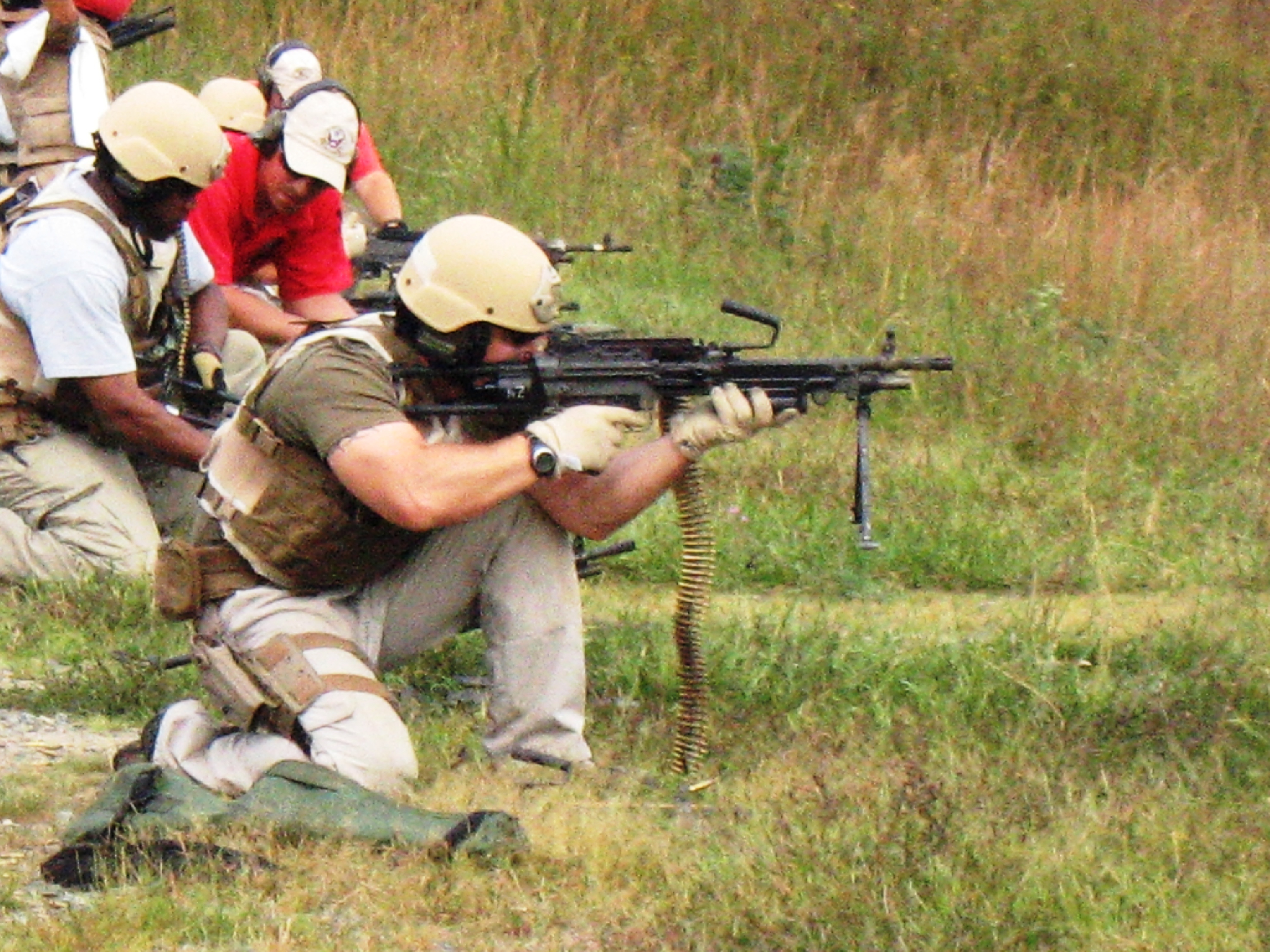
Un agente especial del U.S. Diplomatic Security Service (DSS) con su M249 SAW.
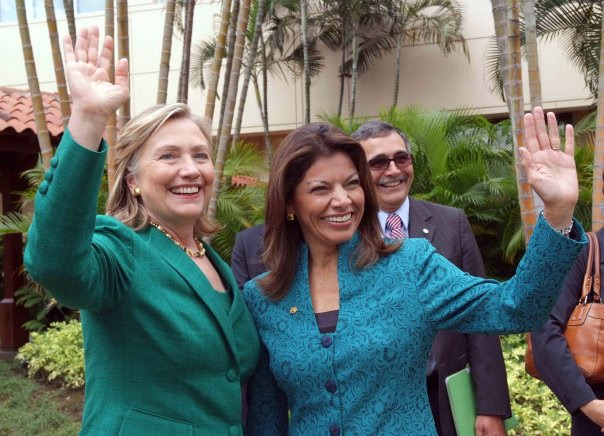
La misión principal del DSS es la protección de Hillary Clinton, Secretaria de Estado. Aquí está con La Presidenta de la República de Costa Rica.
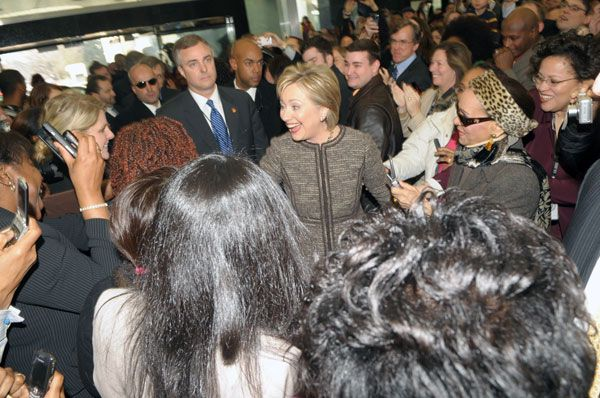
Agentes del DSS detrás de Hillary Clinton.
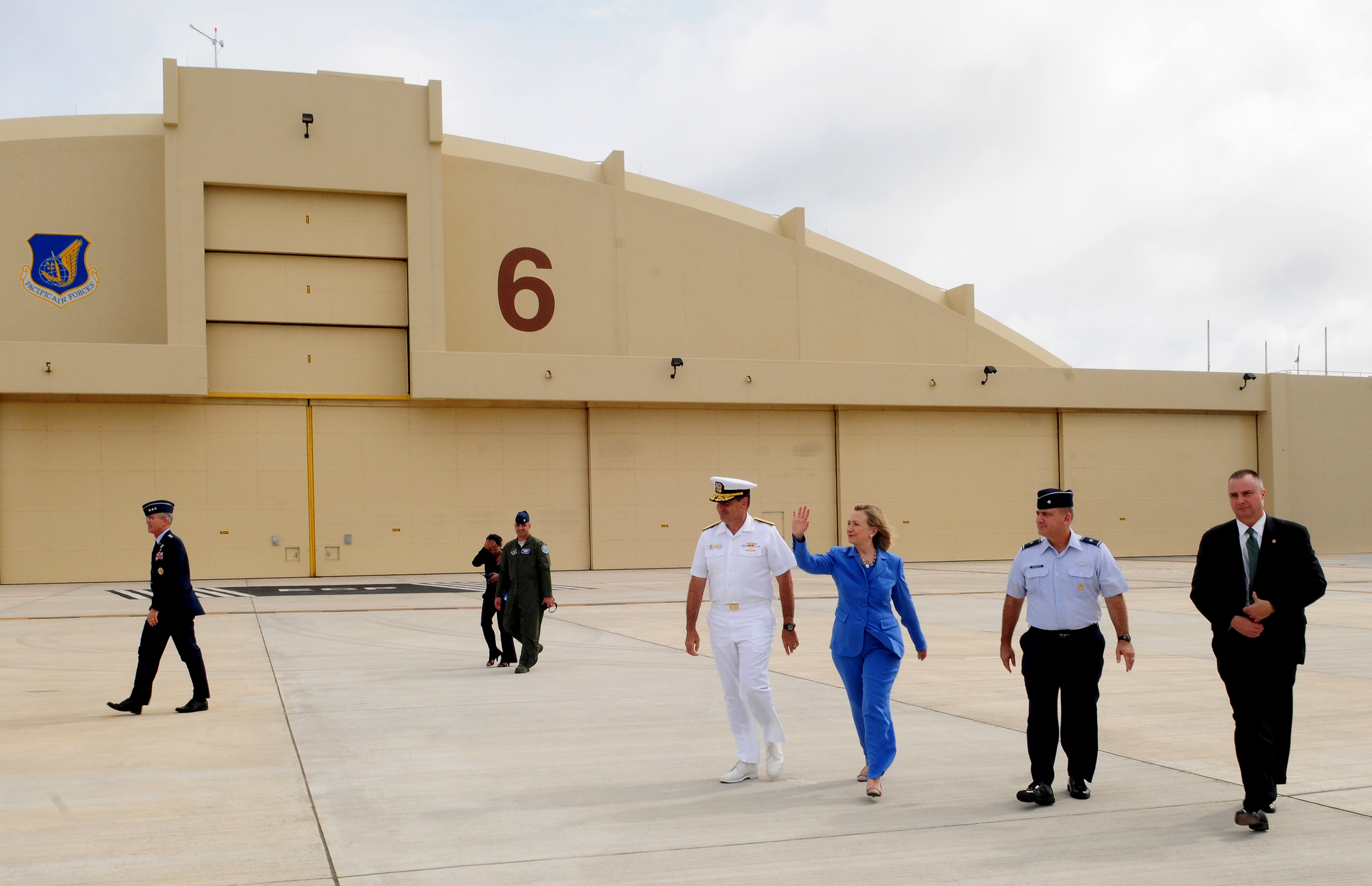
Agente Especial del DSS (derecha)
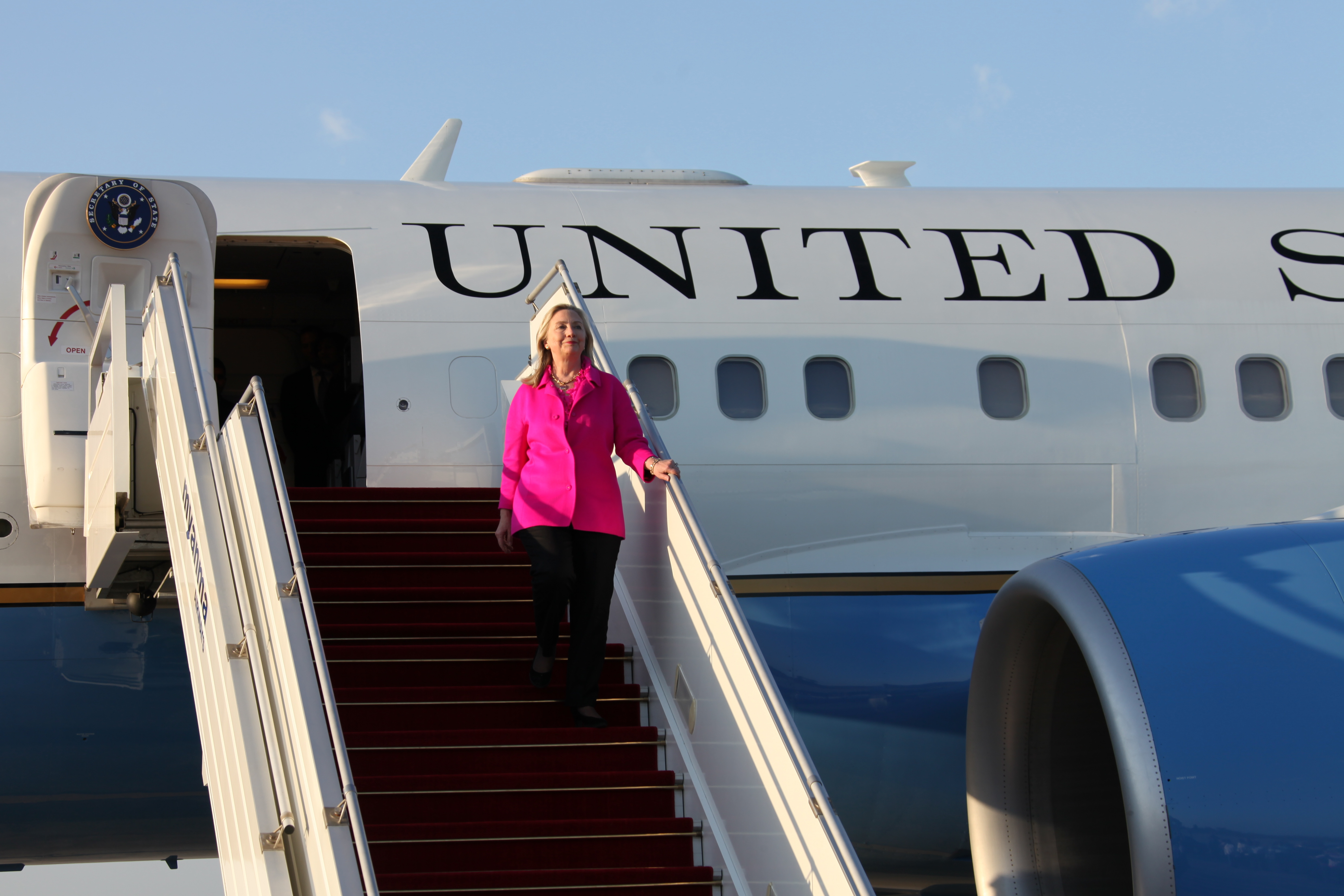
Hillary Rodham Clinton bajando del B-757
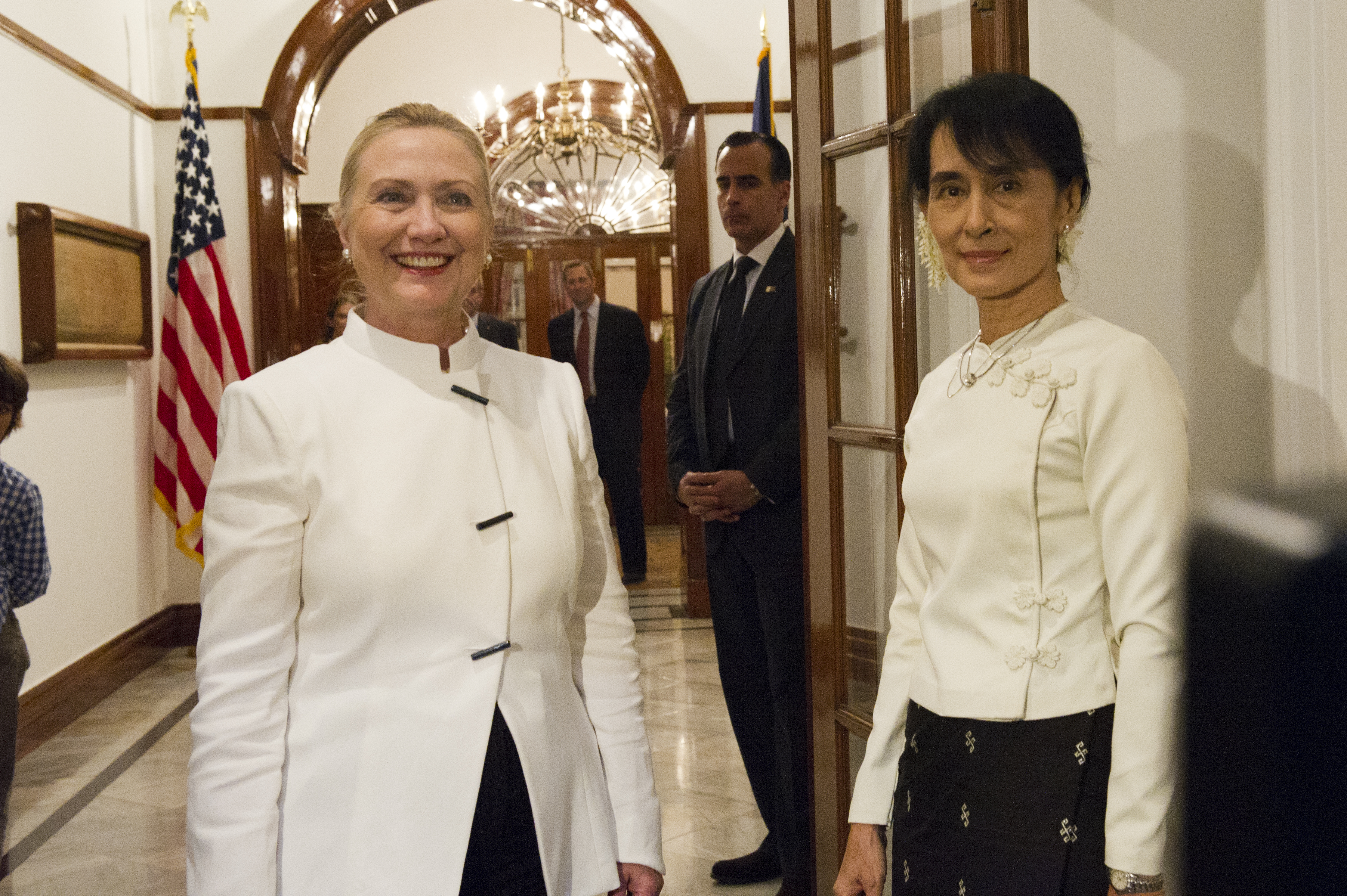
Agente Especial del DSS
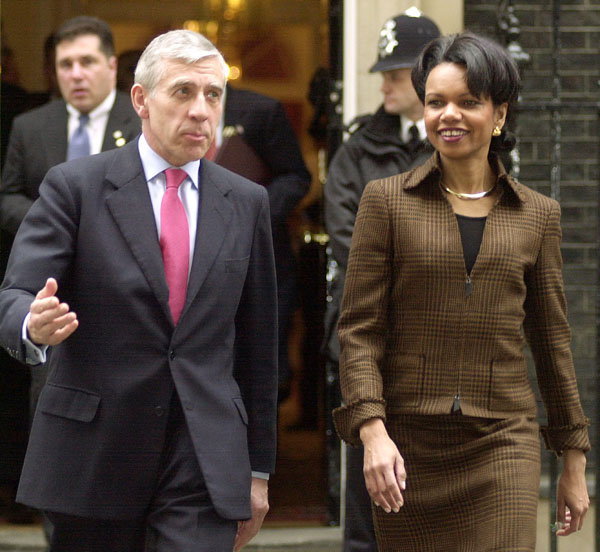
Condoleezza Rice con Jack Straw en Inglaterra - Agente Especial del DSS (izquierda)

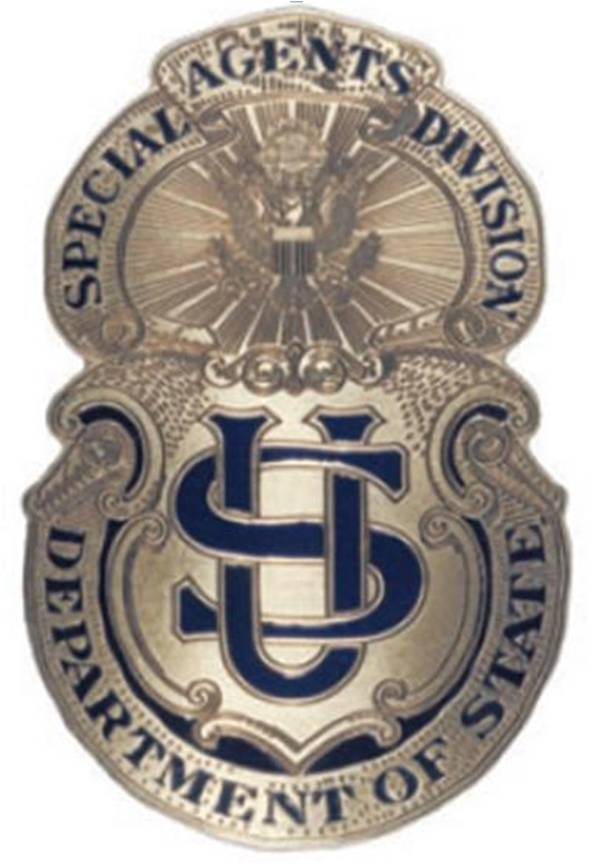
1916 placa de la Dirección de Inteligencia Secreta, conocido hoy como el Servicio de Seguridad Diplomática (DSS)